# Aoi-ku
Aoi (葵区, Aoi-ku) est l'un des 3 arrondissements (ku) de la ville de Shizuoka au Japon. C'est dans cet arrondissement que se trouvent la mairie de Shizuoka et les bureaux de la préfecture de Shizuoka.

## Démographie
En 2016, la population de l'arrondissement est de 253 247 habitants pour une superficie de 1 073,76 km2, ce qui fait une densité de population de 236 hab./km2.

## Géographie
La partie est d'Aoi-ku borde Shimizu-ku, tandis que la partie sud borde Suruga-ku.
Le col d'Utsuyona est situé près de l'ancienne shukuba de Mariko-juku dans ce qui est de nos jours l'arrondissement Aoi.

## Personnalités liées à l'arrondissement
La tombe de Dame Saigō, qui fut, à l'époque Sengoku, l'épouse de Tokugawa Ieyasu, se trouve dans le temple Hōdai de cet arrondissement de Shizuoka.

## Transports publics
La gare de Shizuoka se trouve à l'extrême sud de l'arrondissement et permet l'accès aux lignes Shinkansen Tōkaidō et principale Tōkaidō de la JR Central. L'arrondissement est également desservi par la ligne Shizuoka-Shimizu de la compagnie Shizuoka Railway.